# Зов предков: Согдиана
«Зов предков. Согдиана» — вторая часть исторической кинодилогии «Зов предков», совместного производства Узбекистана и Алжира, реж. Гияс Шермухамедов. Во второй части рассказывается о начале распространения ислама в Средней Азии.
Первой частью кинодилогии является фильм «Зов предков. Великий Туран».

## Создание
В 1990-е годы, после распада СССР, киностудия «Узбекфильм» практически бездействовала около 10 лет. Но режиссёр Гияс Шермухамедов хотел продолжать работать и для этого в 1992 году создал свою киностудию «Меросфильм» («Наследие»). Он занимался поиском спонсоров для съемок, брал  кредиты в банках. Затем приступил к съемкам исторической дилогии «Зов предков», повествующей о становлении государственности на территории Центральной Азии, о начале распространении на ней ислама. Режиссёр работал над сценарием в сотрудничестве с историками-учёными, перечитывал множество исторических архивных документов. Спонсорскую поддержку он нашёл в Алжире, где, кроме Узбекистана, также проходили съёмки этого фильма. Первый фильм дилогии «Великий Туран», а затем второй фильм дилогии «Согдиана» вышли в 1995 году.
Фильм «Зов предков. Согдиана» снимался в г. Самарканде.

## Сюжет
Вторая часть кинодилогии рассказывает о событиях VIII века. Повествование ведётся от лица такого же, как и в первой части, купца, с точно таким же именем Земарх, из той же самой земли — Согда. Но теперь на этой земле происходят уже совсем другие события. Перед нами разворачиваются драматические эпизоды борьбы правителя Согда ихшида Гурека против арабских войск Омейядского халифата, стоящих лагерем у стен Самарканда. Для арабов благословенная земля Согда — это всего-лишь «Мавераннахр» — «то, что за рекой». Наместник халифата араб Кутейба ибн Муслим силой и хитростью пытается обратить зороастрийцев согдийцев в недавно появившуюся, но быстро распространяющуюся новую веру — ислам. Согдийский ихшид Гурек открыто противостоит новой религии. Другой согдийский правитель — афшин Деваштич пытается вести по отношению к завоевателям более гибкую, двуличную политику.

## В ролях
- Фуркат Файзиев — Аспанзат / Нураллах
- Рано Закирова — Чатиса
- М. Хамед Бенгуеттаф — Кутейба ибн Муслим
- Хошим Гадо — ихшид Гурек
- Шухрат Иргашев — Земарх[5] (рассказчик, согдийский купец VIII века)
- Абдельхамид Шабуни — афшин Деваштич
- Закир Мухамеджанов — Навимах